# 佩尼亞菲耶爾城堡

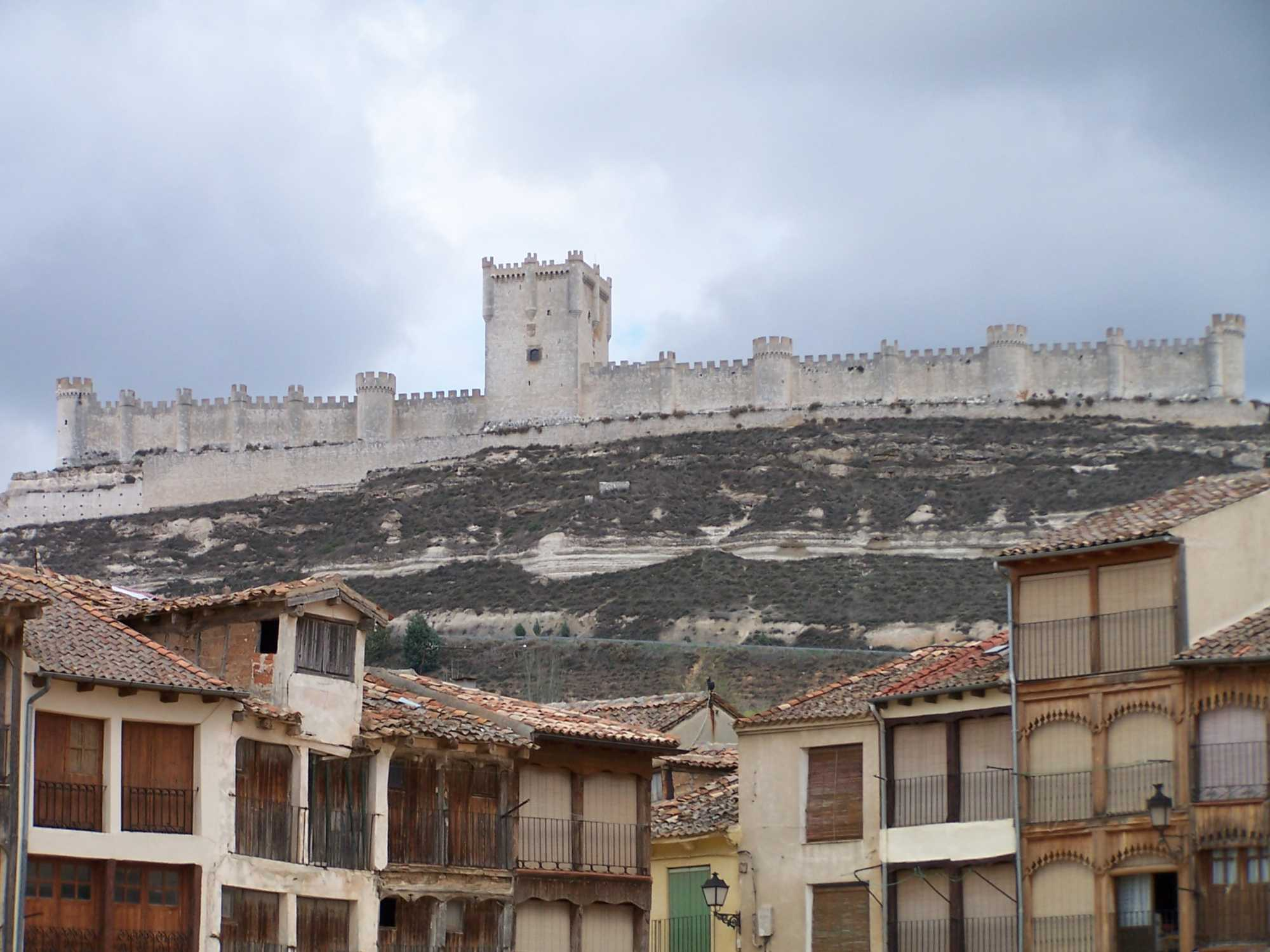
佩尼亞菲耶爾城堡

佩尼亞菲耶爾城堡（西班牙語：Castillo de Peñafiel）是位於西班牙巴利亚多利德省城市佩尼亞菲耶爾的一座城堡。城堡長達150（490英尺），寬達10米（33英尺）。該城堡在1917年被西班牙政府列入國家紀念建築。

## 外部連結
41°35′48″N 4°06′52″W / 41.5967°N 4.11431°W